# يوليوس نويبرونر
يوليوس جوستاف نويبرونر (بالألمانية: Julius Gustav Neubronner)‏ ( 8 فبراير 1852، كرونبرج امتانوس، دوقية نساو- 17 أبريل 1932). كان صيدلانياً ألماني الجنسية. مخترع ومؤسس شركة.